# 도후로마에역
도후로마에역(일본어: 都府楼前駅)은 일본 후쿠오카현 다자이후시에 위치한 서일본 철도 덴진오무타 선의 역이다. 역 번호는 T12이다.

## 역사
- 1924년 4월 12일: 영업 개시.
- 1960년: 역사 개축.
- 1990년경: 역사 개축, 입구를 동서로 나눠 신역사 완공과 동시에 구내 건널목 폐지.
- 2008년: IC카드 nimoca 사용 개시.
- 2017년 2월 1일: 역 번호 도입.

## 역 구조
상대식 승강장 2면 2선의 지상역이다. 유인역으로 자동 개찰기와 자동 매표기가 설치되어 있다.
역사와 개찰구는 오무타 방향과 후쿠오카 방향에서 분리되어 있다. 개찰 내에서는 오무타 방향과 후쿠오카 방향의 플랫폼이 연결되지 않는 것으로 개찰구를 통과하기 전에 목적지를 확인할 필요가 있다.

### 승강장
| 1 | ■ 덴진오무타 선 | 하행 | 구루메・오무타・(일부 다자이후 선 직통 다자이후) 방면 |
| 2 | ■ 덴진오무타 선 | 상행 | 야쿠인・후쿠오카(덴진) 방면                           |

## 이용 현황
| 연도 | 1일 평균 승차 인원 | 1일 평균 승하차 인원 |
| ---- | ------------------ | -------------------- |
| 2000 | 3,501              | 6,893                |
| 2001 | 3,359              | 6,633                |
| 2002 | 3,323              | 6,490                |
| 2003 | 3,284              | 6,443                |
| 2004 | 3,159              | 6,252                |
| 2005 | 3,118              | 6,230                |
| 2006 | 3,142              | 6,318                |
| 2007 | 3,082              | 6,191                |
| 2008 | 3,055              | 6,167                |
| 2009 | 3,049              | 6,137                |
| 2010 | 3,055              | 6,156                |
| 2011 | 3,104              | 6,262                |
| 2012 |                    | 6,295                |
| 2013 |                    | 6,444                |
| 2014 |                    | 6,376                |
| 2015 |                    | 6,541                |
| 2016 |                    | 6,635                |

## 역 주변
- JR 규슈 가고시마 본선 도후로미나미 역
- 미즈키 병원
- 미즈키 우체국

## 사진

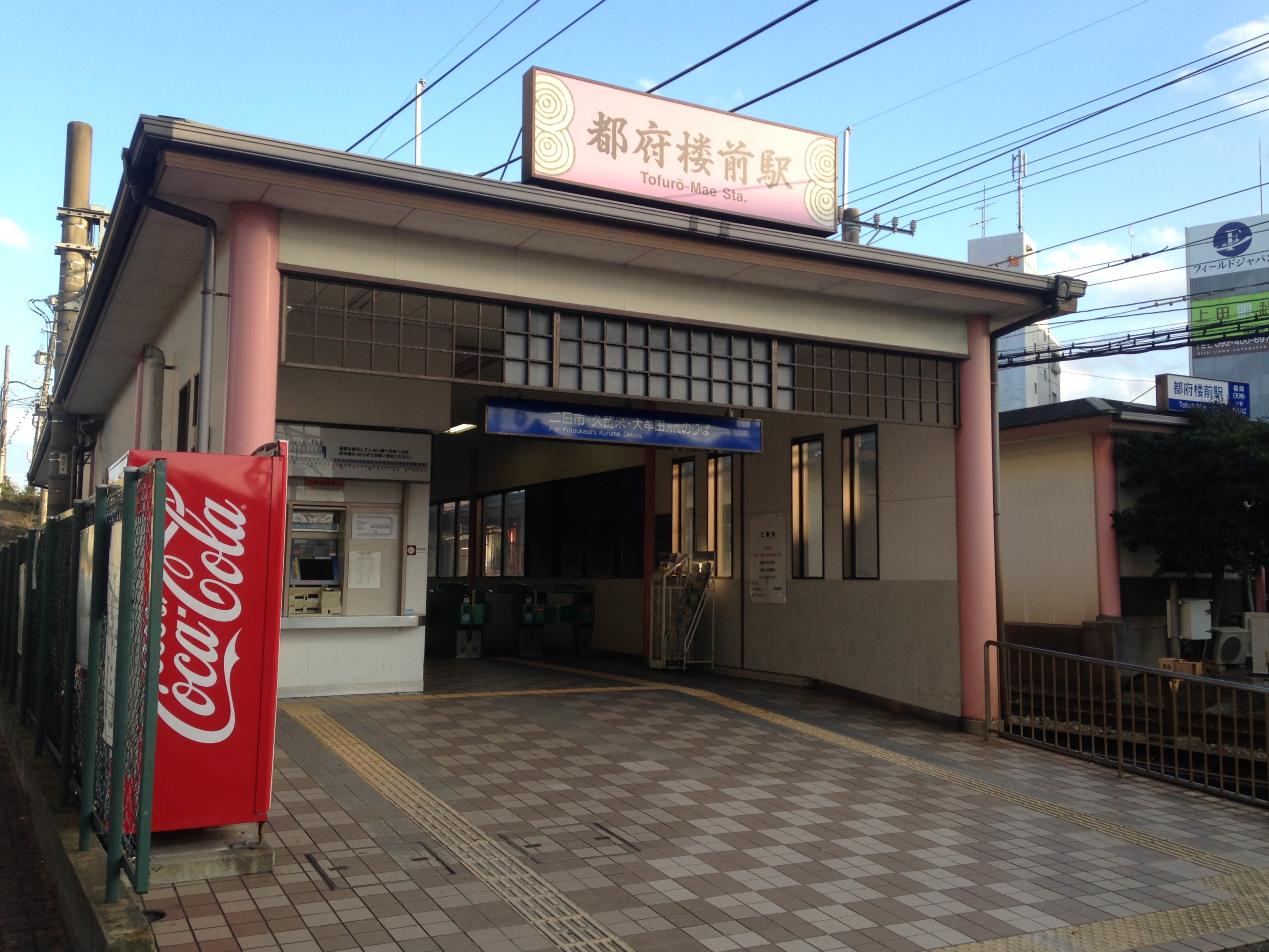
오무타 방향 출입구
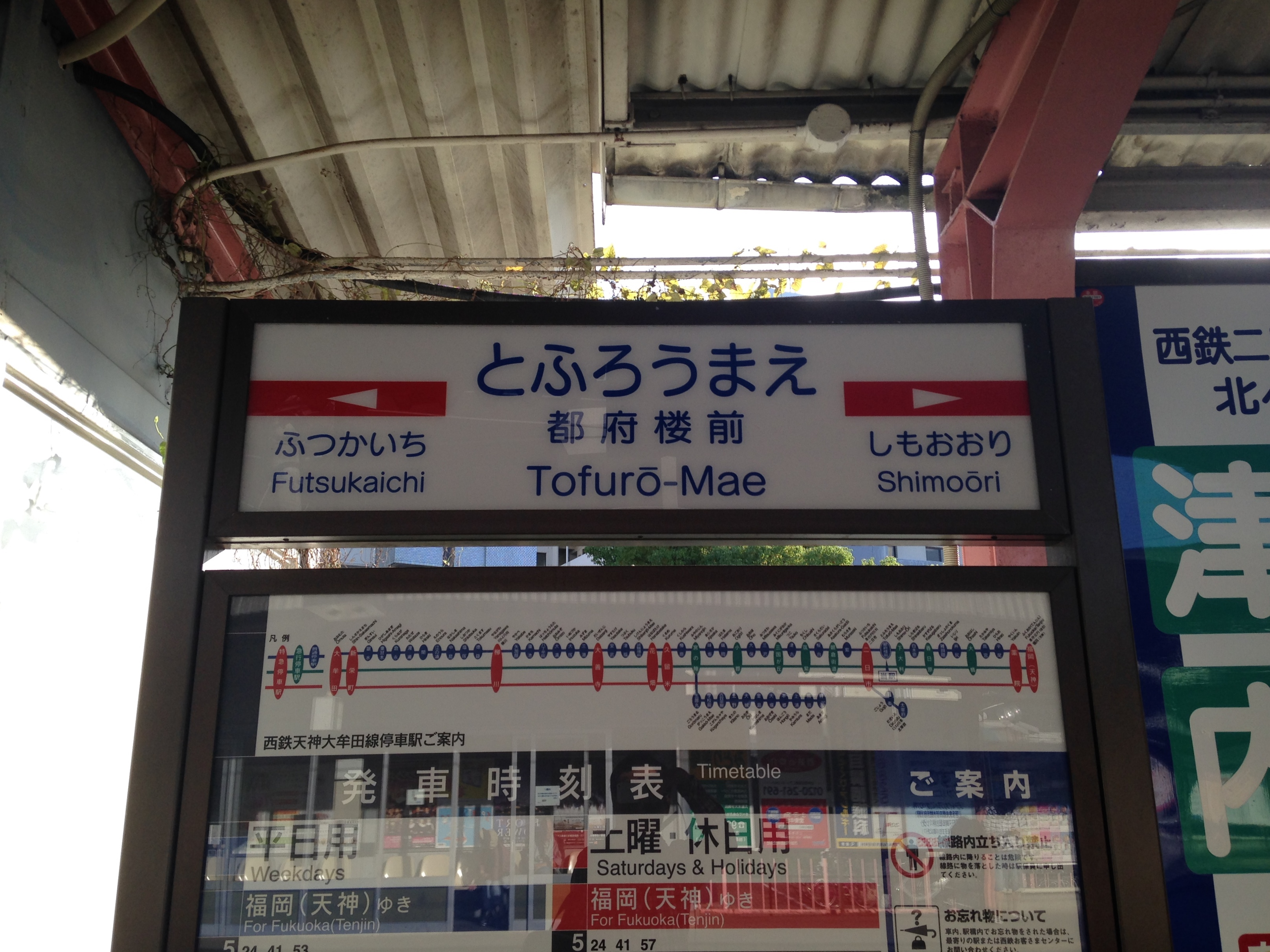
역명판

## 인접역
| 서일본 철도 ■ 덴진오무타 선               | 서일본 철도 ■ 덴진오무타 선 | 서일본 철도 ■ 덴진오무타 선        |
| ----------------------------------------- | --------------------------- | ---------------------------------- |
| T11 시모오리 니시테쓰 후쿠오카(덴진) 방면 | ■ 보통                      | 니시테쓰후쓰카이치 T13 오무타 방면 |